# 刘河洲
刘河洲，中国教育部长江学者特聘教授，上海交通大学材料科学与工程学院教授、博士生导师，现任复合材料研究开发中心主任，主要从事特种高分子材料与能源催化材料研究。

## 生平
1988年毕业于清华大学化学工程专业，2001年获上海交通大学材料学博士学位。1991年起在上海交通大学复合材料国家重点实验室工作，现任材料学院教授。

## 社会兼职
- 中国国家大飞机材料专家组成员